# Công nghiệp hóa thay thế nhập khẩu
Công nghiệp hóa thay thế nhập khẩu là một đường lối công nghiệp hóa theo đó quốc gia tiến hành công nghiệp hóa nỗ lực thành lập và nuôi dưỡng các ngành công nghiệp trong nước để sản xuất ra các sản phẩm thay thế hàng nhập khẩu. Chiến lược này đòi hỏi các biện pháp bảo hộ với những ngành công nghiệp trong nước bằng cách dựng lên các hàng rào mậu dịch chống lại hàng nhập khẩu và bằng các khoản trợ cấp.
Công nghiệp hóa thay thế nhập khẩu đã từng được áp dụng ở Phổ trong thời kỳ công nghiệp hóa ở nước này từ giữa thế kỷ 19, ở Nhật Bản từ cuối thế kỷ 19. Sau Chiến tranh thế giới thứ hai, chiến lược này còn được áp dụng rộng rãi tại thế giới thứ ba.

## Những lập luận ủng hộ đường lối công nghiệp hóa
- Độc lập kinh tế: thực tế lịch sử ở các nước Mỹ Latinh đã trải qua thời kỳ bất ổn định do phụ thuộc kinh tế vào nước ngoài thời kỳ thập niên 1930 và 1940.
- Thoát khỏi vị thế làm nước cung cấp nguyên liệu, nông sản: giả thuyết Prebisch-Singer đề cập tới hiệu ứng giá cánh kéo theo đó giá hàng nông sản và nguyên vật liệu ngày càng rẻ và giá hàng chế tạo ngày càng đắt tương đối.
- Học tập thông qua thực tiễn: gây dựng kinh nghiệm kinh doanh cho doanh nghiệp trong nước thông qua môi trường cạnh tranh không quá khắc nghiệt khi không có hàng nhập khẩu.
- Sự cần thiết phải đạt được tính kinh tế nhờ quy mô: tính kinh tế nhờ quy mô được cho là cần thiết cho phát triển doanh nghiệp trong thời kỳ công nghiệp hóa. Dành thị trường trong nước chỉ cho doanh nghiệp trong nước được tin rằng sẽ giúp đạt được tính kinh tế nhờ quy mô.
- Các mối liên kết liên ngành: các ngành thay thế nhập khẩu phát triển có thể tạo cơ hội cho các ngành khác cung cấp đầu vào cho chúng hay sử dụng đầu ra của chúng phát triển theo.

## Tác động
Tuy nhiên, trong khi có một số quốc gia đã thu được thành công trong việc áp dụng chiến lược này (Phổ, Đức, một số nước Đông Á sau Chiến tranh thế giới thứ hai) thì cũng có những quốc gia đã thất bại (các nước Mỹ Latinh, châu Phi, Nam Á). Những thất bại này biểu hiện ở:
- Mất cân đối trong cơ cấu ngành: những ngành thay thế nhập khẩu được bảo hộ và hỗ trợ nên phát triển mạnh trong khi những ngành khác thì lại có thể không có cơ hội phát triển.
- Thâm hụt cán cân thanh toán: các ngành thay thế nhập khẩu phát triển đã kéo theo nhu cầu nhập khẩu máy móc và nguyên liệu đầu vào tăng lên, nhưng ngoại tệ lại chỉ có thể kiếm được thông qua xuất khẩu (mà nhiều khi khu vực này lại không phát triển). Để giải quyết khó khăn về ngoại tệ, quốc gia có thể phải đi vay nước ngoài, dẫn tới vấn đề nợ nước ngoài (một dạng phụ thuộc kinh tế khác).

## Nguyên nhân dẫn tới thất bại
- Sự ỷ lại của các doanh nghiệp trong nước vào sự bảo hộ và hỗ trợ của chính phủ đã khiến cho các doanh nghiệp này không trưởng thành được.
- Thiếu kinh nghiệm cạnh tranh quốc tế đã khiến các doanh nghiệp không thể vươn ra thị trường thế giới.
- Hàng rào mậu dịch có thể áp dụng với cả nhập khẩu các đầu vào cần thiết cho sản xuất hàng xuất khẩu dẫn tới sự yếu kém của khu vực xuất khẩu. Đến lượt nó, xuất khẩu yếu kém khiến cho khu vực thay thế nhập khẩu không có ngoại tệ để nhập khẩu máy móc sản xuất.
- Và những vấn đề khác như méo mó trong phân bổ nguồn lực, tệ tham nhũng gắn với nạn cấp phép nhập khẩu